# Васильев, Анатолий Михайлович
Анатолий Михайлович Васильев (13 марта 1923, Липецк, РСФСР, СССР— 23 октября 1987 (64 года), Москва, СССР) — математик, геометр, доктор физико-математических наук, профессор механико-математического факультета МГУ, участник Великой Отечественной войны. Отец академика В. А. Васильева.

## Биография
Родился 13 марта 1923 года в Липецке. В 1940 году поступил на механико-математический факультет МГУ. Со второго курса университета ушёл добровольцем на войну.
В декабре 1942 года был направлен в учебный танковый полк, находившийся глубоко в тылу. Весной 1944 года в составе 344-го гвардейского тяжёлого самоходного артиллерийского полка Васильев прибыл на Карельский перешеек, летом и осенью 1944 года участвовал в боях за освобождение Нарвы, Таллина, островов Балтийского моря. В ноябре 1944 года 344-й гвардейский полк вошел в состав 1-го Белорусского фронта. Васильев участвовал в боях за освобождение Польши, форсировал реку Одер. За бои под Кюстрином был награжден орденом Красной Звезды. Победу встретил во Львове, куда доставил для ремонта поврежденную полковую технику.
Осенью 1945 года вернулся на второй курс механико-математического факультета МГУ, который окончил в 1949 году, однокурсниками были Г. Г. Чёрный, Б. М. Малышев, Е. Б. Пасько, В. С. Рябенький, В. А. Якубович, Л. И. Камынин. Защитил диссертацию «Инвариантные аналитические методы в дифференциальной геометрии» на степень кандидата физико-математических наук (1952).
Доктор физико-математических наук (1961 г.). Профессор кафедры дифференциальной геометрии (1968—1983 гг.), профессор кафедры высшей геометрии и топологии (1983—1987 гг.) механико-математического факультета.
Область научных интересов — проективная линейчатая геометрия. Автор более 30 научных работ, в том числе «Теории дифференциально-геометрических структур» (1987).
А. М. Васильев отличался большой скромностью. Он никогда не подчёркивал перед учениками своего превосходства…  единственным недостатком А. М. Васильева было неумение красиво и с энтузиазмом читать лекции. К сожалению, это его и погубило. Когда министр высшего образования СССР Г. А. Ягодин решил «поиграть в демократию» и рекомендовал студентам тайно давать преподавателям оценку за лекции, они дали плохую оценку А. М. Васильеву. Он очень переживал. И в результате – инсульт и смерть.В. С. Малаховский
Анатолий Михайлович Васильев скончался 23 октября 1987 года в Москве.

## Публикации
Васильев является автором более 50 публикаций, в том числе:
- Васильев А. М. Инволютивные системы комплексов прямых // ДАН СССР, 1948, 61, № 2. С. 189—191.
- Васильев А. М. О вполне геодезических подмногообразиях однородных пространств // ДАН СССР, 1959, 128:2. С. 223—226.
- Васильев А. М., Соловьёв Ю. П. Дифференциальная геометрия: Метод. указания для студентов-заочников мат. фак. гос. ун-тов. — М.: Изд-во МГУ, 1981. — 120 с.
- Васильев А. М. Теория дифференциально-геометрических структур: Учеб. пособие для вузов по спец. «Математика». — М.: Изд-во МГУ, 1987. 189 c.